# J. Philippe Rushton
 (juin 2019).
Pour les articles homonymes, voir Rushton.
John Philippe Rushton, né le 3 décembre 1943 à Bournemouth (Royaume-Uni) et mort le 2 octobre 2012 à London en Ontario, est un psychologue canadien d'origine britannique et professeur de psychologie de l'université de Western Ontario.

## Biographie
Son second prénom « Philippe » lui a été donné par sa mère, française. Il passe une partie de sa jeunesse en Afrique du Sud avant d'émigrer au Canada. Il retourne en Grande-Bretagne achever ses études et obtient son doctorat à l'École de sciences économiques et politiques de Londres pour un mémoire consacré au développement de la personnalité des enfants. Il enseigne ensuite aux universités de York (1974-1976), Toronto (1977) et de Western Ontario, où il devient professeur titulaire en 1985.
Il a été l'un des 52 spécialistes à signer le Mainstream Science on Intelligence, une tribune publiée dans le Wall Street Journal le 13 décembre 1994 et validant les thèses racialistes du livre à succès The Bell Curve au sujet du rapport entre race et intelligence.
Il meurt le 2 octobre 2012 d'un cancer.

## Activités éditoriales
Bien que son étude porte principalement sur l'altruisme, il est surtout connu pour ses ouvrages sur l'intelligence et les différences raciales. Directeur depuis 2002 du Pioneer Fund (en), une fondation scientifique spécialisée dans l'étude de l'hérédité, et connue pour son eugénisme, il est l'auteur de Race, Evolution, and Behavior (en) (1995). Il participe à Mankind Quaterly, une revue d'anthropologie à comité de lecture, financée par le Pioneer Fund. L'œuvre de Rushton s'intéresse principalement aux groupes raciaux au sein de l'espèce humaine et aux différences génétiques qui existent entre eux. Ces travaux ont suscité la polémique (nombre de ses recherches ont été rétractées), les vues de Rushton étant ouvertement racialistes. On pourrait ainsi le considérer comme l’un des principaux représentants du « racisme scientifique » nord-américain.
Ainsi Rushton affirme-t-il que les Asiatiques du nord-est (Chinois, Japonais) constitueraient la race la plus intelligente, tandis que les Noirs représenteraient la moins intelligente, les Blancs se situant, selon lui, entre les deux, mais plus proches des Asiatiques que des Noirs. Rushton souligne que ces différences se font en termes de moyenne, et qu'il est possible qu'un Noir soit plus intelligent qu'un Blanc. Rushton est lui-même accusé par certains de prôner des thèses eugénistes[réf. nécessaire] mais il est aussi soutenu dans ses positions par des spécialistes du domaine, et est d'ailleurs cité positivement dans des sites pro-eugénisme.
En 2008, il écrit avec Arthur Jensen, de l'université de Californie à Berkeley, un article sur « La très dérangeante vérité de James Watson : la réalité des races et le sophisme moraliste ».

## Controverses
Le 2 février 1989, David Peterson, Premier ministre de l'Ontario et président de l'université de Toronto, dénonce le travail de Rushton comme « critiquable, destructif et offensant » et demande sa démission de l'université.
Le 8 février 1989, Rushton participe à un débat télévisé qui l'oppose à David Suzuki.
Le 19 février 1989, le Toronto Star suggère que Rushton est un fraudeur ou un incapable, et qualifie de « nazi » le Pioneer Fund.
Emőke Szathmáry (en), alors doyenne de la faculté des sciences sociales de l'université de Western Ontario, déclare que, selon elle, il a perdu toute crédibilité scientifique,.
En mars 1989, la police provinciale de l'Ontario conduit une enquête sur Rushton, interroge ses collègues universitaires et réclame des cassettes vidéo de ses débats et apparitions médiatiques. Plus tard, Rushton reçoit un questionnaire sur ses recherches auquel il est contraint de répondre en détail,.
Il répond à cette demande en 1990, par un pamphlet sur « La race, l'évolution et le SIDA : ce que Rushton a vraiment dit ».
Rushton est suspendu de cours[Quand ?], mais il poursuit son enseignement par vidéo. Pour le principe de la liberté de penser, il est réinvesti et reprend ses cours jusqu'en 2003 et plus[réf. nécessaire].

### Réception de son œuvre
Son étude principale Race, évolution et comportement a été reconnue et commentée positivement par plusieurs scientifiques également connus pour leurs vues racialistes, tels que Charles Murray, Richard Lynn, Mark Snydermann et Arthur Jensen.